# 美國金融市場工作組
美國金融市場工作組於1988年3月18日由美國總統罗纳德·里根簽署行政命令12631成立，主要目的是就類似1987年黑色星期一的股災再次發生時給予意見，後來則發展為於大跌市時大手入市托市。此工作組於1997年被華盛頓郵報戲稱為跌市救火隊（Plunge Protection Team），自此媒體便經常以此代替工作組的全名。